# Acid rock
Acid rock je oblik psihodeličnog rocka. Karakteristične su duge instrumentalne solaže, neznatana veličina teksta i improvizacije. Tom Wolfe je opisao glazbene skupine kao što su: The Jimi Hendrix Experience, Pink Floyd, The Doors, Iron Butterfly, Big Brother & The Holding Company, Cream, Jefferson Airplane, Ultimate Spinach, New Riders of the Purple Sage, Blue Cheer, Quicksilver Messenger Service, The Great Society, Stone Garden i Grateful Dead kao autore glazbe koja je nastala pod utjecajem LSD-a i pripadnicima pod žarna kao što je „acid rock“, u svojoj knjizi.
“Acid rock” se također odosi na podskup psihodeličnih rock sastava koji su bili dio, ili barem pod utjecajem tako zvanog San Francisco Sounda – glasna i “heavy” glazba popračena dugim improviziranim solo izvedbama. Dio je progresivnog rocka sedamdesetih i najbliži srodnik svim njegovim izvedenicama.

## Povijest i korištenje izraza
Acid rock je dobio svoje ime po tome što je služio kao pozadinska glazba za trenutke pod utjecajem LSD-a na „underground“ zabavama 60ih godina prošlog stoljeća. „Acid“ je u biti engleski sleng za halucinogenu drogu LSD.
U intervjuu za poznati časopis Rolling Stone, Jerry Garcia je citirao riječi basista sastava Grateful Dead - Phila Lesha: „Acid rock je ono što slušaš kada si nadrogsan acidom (LSD-om.)“ Garcia je kasnije iznio kako ne postoji pravi psihodelični rock i kako su zapravo indijska klasična glazba i malo tibetanske glazbe primjerci glazbe koja je „osmišljena da produbi stanje svijesti“. Izraz „acid rock“ je najčešće ekvivalentan psihodeličnom rocku. Rolling Stone je svrstao rani Pink Floyd kao „acid rock“. U lipnju 1967., časopis Time je napisao: „Od džuboksa i tranzistora preko nacionalnih impulsa i pojačanog zvuka acid-rock sastava: Jefferson Airplane, The Doors i Moby Grape”. 1968., časopis Life je opisao sastav The Doors kao “Kraljevima Acid-Rocka”.
Izraz je često bio korišten u vrhuncu kasnih 1960-ih i ranih 1970-ih, ali je kasnije pao u zaborav; sada se jedino koristi u slučaju postavljanja ovog pod žarna u povijesnu perspektivu. 
Kada je hard rock i heavy metal postao istaknut ranih i srednjih 1970-ih, fraza „acid rock“ je ponekad generički i neispravno korištena kao naziv za te žarnove. Nakon nekog vremena, uobičajena upotreba izraza „heavy metal“ je zamijenila „acid rock“ za ove stilove glazbe. Alice Cooper, Vanilla Fudge i Deep Purple su primjerci hard rock sastava koji su se nekoć uobičajeno nazivali „acid rock“.